# Lord Dunsany
Œuvres principales
- La Fille du roi des elfes

Edward John Moreton Drax Plunkett, 18e baron de Dunsany, est un écrivain irlandais né le 24 juillet 1878 à Londres et mort le 25 octobre 1957 à Dublin. Ses œuvres sont publiées sous le nom de Lord Dunsany. Auteur de nouvelles, romans, pièces de théâtre, poèmes et essais, il est considéré comme l'un des fondateurs de la fantasy moderne.

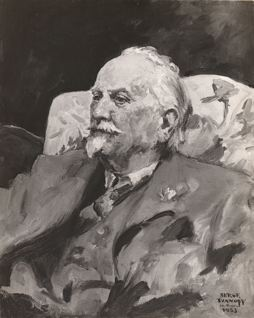
Portrait Lord Dunsany par Serge Ivanoff, San Francisco, 1953.

## Biographie
Edward John Moreton Drax Plunkett est le fils du dix-septième baron de Dunsany, John William Plunkett (en), et de son épouse Ernle Elizabeth Louisa Maria Grosvenor Burton. Il voit le jour le 24 juillet 1878 au no 15 de Park Square, à Londres.
Formé à Eton, puis à l'Académie royale militaire de Sandhurst, Plunkett sert dans les Coldstream Guards pendant la seconde guerre des Boers. Il succède à son père comme baron de Dunsany en 1899, héritant des propriétés familiales où il réside sa vie durant : Dunstall Priory à Shoreham, dans le Kent, et le château de Dunsany (en) dans le comté de Meath. Il épouse le 15 septembre 1904 Lady Beatrice Child Villiers (1880-1970), la benjamine des filles du comte de Jersey Victor Child Villiers. Ils ont un fils, Randal Arthur Henry Plunkett (1906-1999). Durant la Première Guerre mondiale, Lord Dunsany combat dans les rangs des Royal Inniskilling Fusiliers (en). Il enseigne la littérature anglaise à l'université d'Athènes de 1940 à 1941, et parvient à fuir la ville au moment de l'invasion allemande.
Athlète, sportif et passionné de chasse, Lord Dunsany est un écrivain très prolifique. Son premier livre, le recueil de nouvelles The Gods of Pegana, paraît en 1905, et il publie durant son demi-siècle de carrière une soixantaine de romans et recueils de nouvelles, plusieurs pièces de théâtre, des volumes de poésie et une traduction des Odes d'Horace. On retrouve déjà chez Dunsany ce qui fera partie de la « fantasy moderne », c'est-à-dire d'épiques combats (The Sword of Welleran, 1908) et des histoires de passage vers d'autres mondes imaginaires minutieusement construits. La Fille du roi des elfes, écrit en 1924, est généralement considéré comme son chef-d'œuvre.
Lord Dunsany meurt le 25 octobre 1957, âgé de soixante-dix-neuf ans, des suites d'une appendicite. Il est enterré à Shoreham. Ses écrits sont pour l'instant très peu traduits en français (quelques romans et recueils de nouvelles seulement).

## Œuvre

### Principaux recueils de fantasy
- The Gods of Pegāna, illustré par Sidney Sime, Londres, Elkin Mathews, 1905 ; tr. en français, Les Dieux de Pegāna, Terre de Brume, 2002
- Time and the Gods, 1906
- The Sword of Welleran, 1908
- A Dreamer's Tale, 1910
- The Book of Wonder, 1912)
- Fifty-one Tales (1915)
- The Last Book of Wonder, 1916
- Tales of Three Hemispheres, 1919
- The Man who ate the Phoenix, 1947
- The Little Tales of Smethers, 1952

### Romans de fantasy ou de science-fiction
- The Chronicles of Rodriguez ou Don Rodriguez: Chronicles of Shadow Valley (1922)
- La Fille du roi des elfes (The King of Elfland's Daughter, 1924)
- The Charwoman's Shadow (1924)
- The Blessing of Pan (1927)
- Vent du Nord (The Curse of the Wise Woman, 1935)
- My Talks with Dean Spanley (1936)
- The Strange Journeys of Colonel Polders (1950)
- The Last Revolution (1951)
- The Pleasures of a Futuroscope [1955] (2003, posthume)

### Cycle de Jorkens
- Les Fabuleux Voyages de Mr Jorkens, Terre de Brume, 2004 ((en) The Travel Tales of Mr Joseph Jorkens, 1931)
- Jorkens remembers Africa (1934)
- Jorkens has a Large Whiskey (1940)
- The Fourth Book of Jorkens (1948)
- Jorkens Borrows Another Whiskey (1954)
- The Last Book of Jorkens [1957] (2002, posthume)

et quelques autres contes dans Volume 2 et Volume 3 de The Collected Jorkens
En français : Encore un whiskey, monsieur Jorkens et Les Fabuleux Voyages de M. Jorkens.

### Autres romans
- Up in the Hills (1935)
- Rory and Bran (1936)
- The Story of Mona Sheehy (1939)
- Guerilla (1944)
- His Fellow Men (1952)

### Divers
- The Glittering Gate (1909, Abbey Theatre, Dublin)
- The Tents of the Arabs(1910)
- The Laughter of the Gods (1910)
- King Argimenes and the Unknown Warrior (1910 / 1911)
- The Queen's Enemies
- A Night at the Inn (1911)
- The Gods of the Mountain (1911, Haymarket Theatre, London)

- Five Plays (1914): The Gods of the Mountain, The Golden Doom, King Argimenes and the Unknown Warrior, The Glittering Gate, und The Lost Silk Hat.
- Plays of God and Men (1917): The Tents of the Arabs, The Laughter of the Gods, The Queen's Enemies und A Night at the Inn.
- Plays of Near and Far (1922): If, The Compromise of the King of the Golden Isles, The Flight of the Queen, Cheezo, A Good Bargain, If Shakespeare Lived To-Day und Fame and the Poet.
- Alexander and Three small plays(1925): Alexander, The Old King's Tale, The Evil Kettle und The Amusement of Khan Kharuda.
- Seven Modern Comedies (1927): Atalanta in Wimbledon, The Raffle, The Journey of the Soul, In Holy Russia, His Sainted Grandmother, The Hopeless Passion of Mr. Bunyon and The Jest of Hahalaba.
- The Old Folk of the Centuries (1930)
- Lord Adrian (1933)
- Mr. Faithful (1935)
- Plays for Earth amd Air (1937): Fame Comes Late, A Matter of Honour, Mr. Sliggen's Hour, The Pumpkin, The Use of Man, The Bureau de Change, The Seventh Symphony, Golden Dragon City, Time's Joke und Atmospherics.
- The Ghost of My Valley, nouvelle publiée dans le recueil The Third Ghost Book éditée par Cynthia Asquith, 1956.

### Recueils de poésie
- Fifty Poems (1929)
- Mirage Water (1938)
- War Poems (a muddle, printed while we were abroad) (1941)
- A Journey (1943)
- Wandering Songs (1943)
- The Year (1946)
- The Odes of Horace (1947) (Übersetzung)
- To Awaken Pegasus (1949)
- Verses Dedicatory: 18 Previously Unpublished Poems (1985, posthume)

### Autres recueils
- Tales of War (1918)
- Unhappy Far-Off Things (1919)
- Ghosts of the Heavyside Layer and Other Fantasmas (1980, posthume)

### Essais
- Nowadays (1918)
- Building a Sentence (1934)
- My Ireland (1937)
- The Donellan Lectures 1943 (1945)
- A Glimpse From the Watchtower (1946)

### Satire
- If I Were Dictator (The Pronouncement of the Fraud Macaroni) (1934)

### Autobiographies
- Patches of Sunlight (1938)
- While the Sirens Slept (1944)
- The Sirens Wake (1945)